# Peplomer

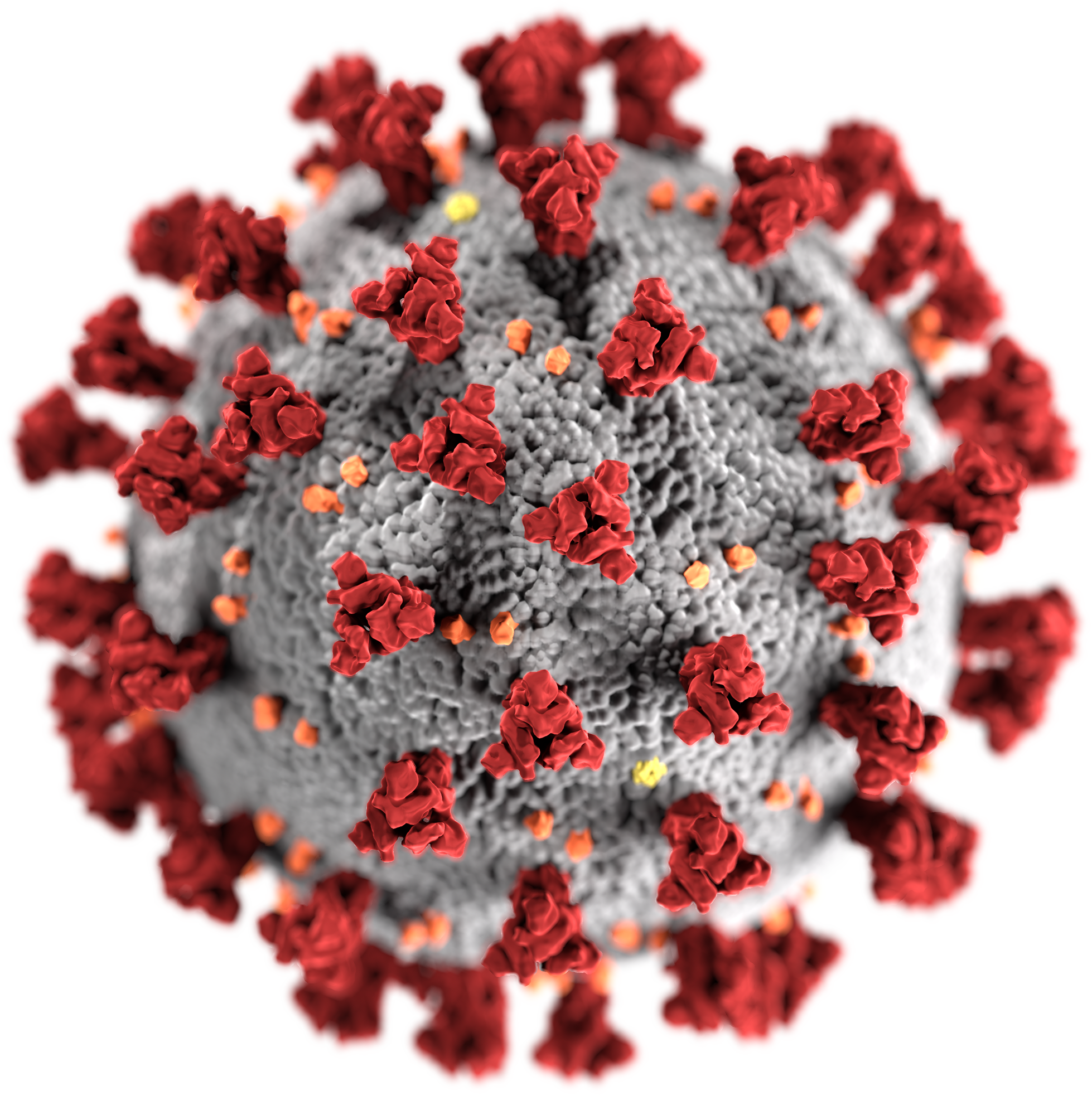
Peplomerele sau spiculii (roșii și portocalii) ale unui coronavirus SARS-CoV-2, virusul care provoacă COVID-19.

Peplomerele sau spiculii (în enleză spikes) (din greaca peplos = manta, tunică + meros = parte) sunt structuri glicoproteice, codificate de virusuri, în general, cu forma unor prelungiri, care proemină pe suprafața învelișului particulelor virale acoperite de înveliș extern (sunt părți din peplos). Uneori, ca la Adenovirus, au o structură complexă. De natură glicoproteică (sunt formate de glicoproteine S, numite și proteine spiculare), aceste structuri sunt ancorate în învelișul viral. Schematic, sunt alcătuite din trei domenii: un prim domeniu, glicozilat, este situat la exteriorul învelișului viral, al doilea domeniu, constituit din lanțuri polipeptidice, străbate dublul strat lipidic, iar al treilea domeniu, peptidic, mic, hidrofob, este localizat pe fața internă a învelișului viral. Pot avea diferite funcții importante: rol de receptor care favorizează aderența virusurilor de celulele-țintă sensibile a gazdei, activitate hemaglutinantă, enzimatică (neuraminidază), rol de antigen (imunogen). Peplomerele sunt observate la următoarele familii de virusuri: Orthomyxoviridae, Paramyxoviridae, Rhabdoviridae, Filoviridae, Coronaviridae, Bunyaviridae, Arenaviridae și Retroviridae.

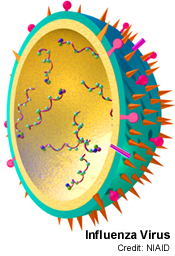
Virusul gripal. Peplomerii (colorați în roșu) sunt observați pe suprafața învelișului viral (colorat în verde)

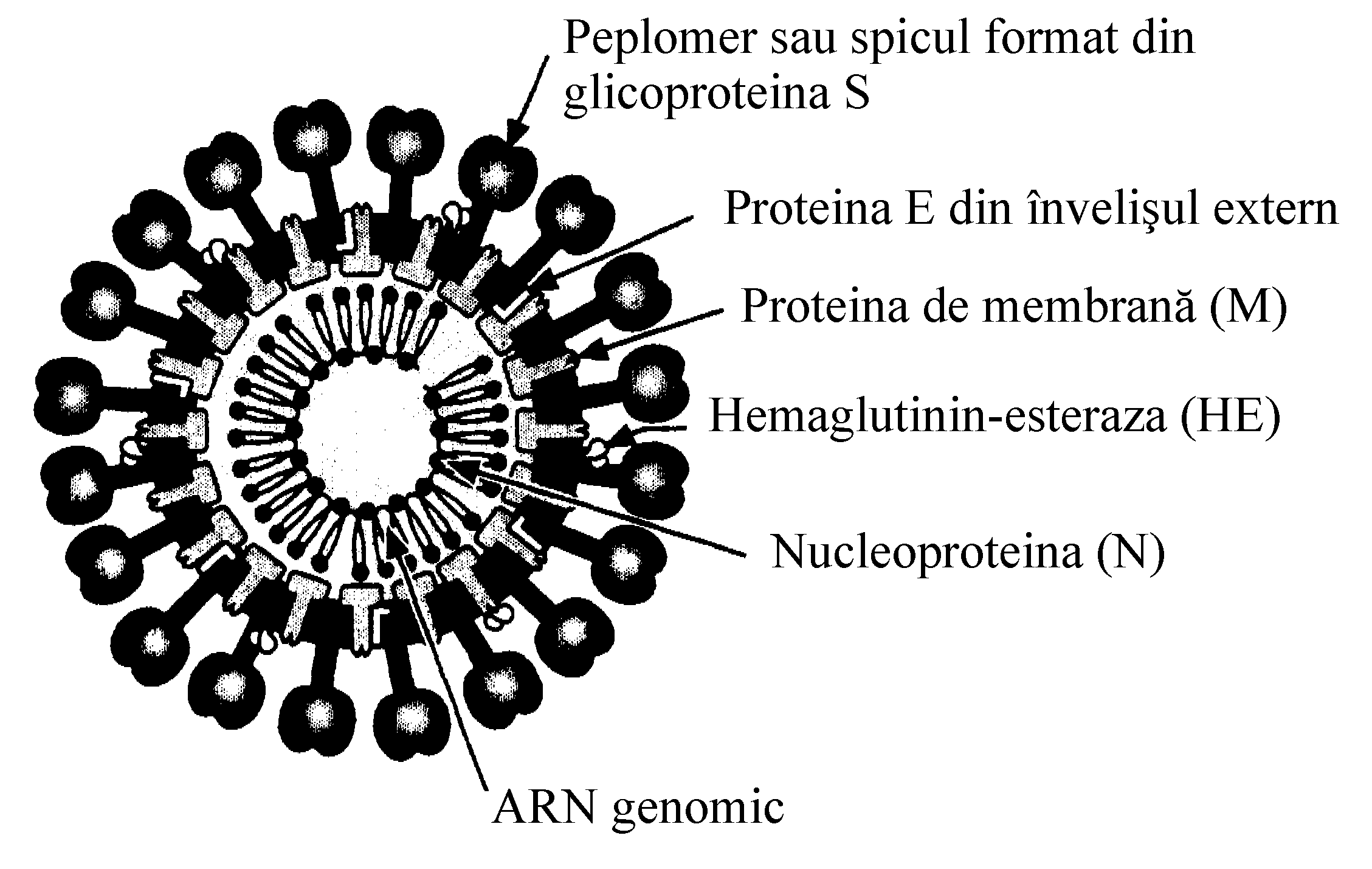
Schema unui coronavirus cu evidențierea principalelor componente

La coronaviride (Coronaviridae) spicule glicoproteice din învelișul extern al virusului sunt spațiate regular și au o formă bulboasă sau de petală, foarte lungă (24 nm), aranjate în așa fel încât, la microscopul electronic, dau aspect de coroană. Glicoproteina S din peplomerele coronavirusurilor au următoarele roluri: 1) inițiază infecția prin atașare de receptorul celular (aminopeptidaza N pentru coronavirusul uman 229E, enzima de conversie a angiotensinei 2 (ACE2) pentru coronavirusurile SARS-CoV și SARS-CoV-2, dipeptil peptidaza 4, cunoscută și sub numele de CD26 în cazul coronavirusului MERS-CoV),  2) induce fuziunea între învelișul viral și membrana celulară, precum și fuziune intercelulară, aceasta manifestându-se variabil, în funcție de virus și de celula-gazdă; 3) induce anticorpii neutralizanți; 4) induce răspuns imun de tip celular. Proteina S (proteina spiculară) la coronavirusuri este un antigen dominant de suprafață care induce anticorpii neutralizanți ai gazdei și este ținta majorității vaccinurilor anti-COVID-19. Vaccinurile bazate pe tehnologia ARNm conțin ARNm (acid ribonucleic mesager) care creează copii ale proteinei spiculare virale,  iar sistemul imunitar al gazdei (omului și al animalelor) depistează aceste proteine străine și produce anticorpi neutralizanți care distrug aceste proteine virale ale coronavirusurilor și astfel organismul uman este învățat cum să combată aceste proteine în cazul în care este infectat cu acest virus și în consecință, omul nu se îmbolnăvește.
La virusurile gripale (Orthomyxoviridae), virionii au pe suprafața învelișului viral numeroase proeminențe, peplomere (spiculi) cu dimensiunile de 10-14 nm lungime și 4-6 nm diametru, dar virusurile gripale C au structura exterioară de aspect reticulat, datorită glicoproteinei specifice. Proteinele spiculilor sunt: hemaglutinina (HA) și neuraminidaza (NA), care reprezintă glicoproteine integrale de membrană. Atât HA, cât și NA străbat învelișul viral, segmentele orientate spre interior fiind hidrofobe.

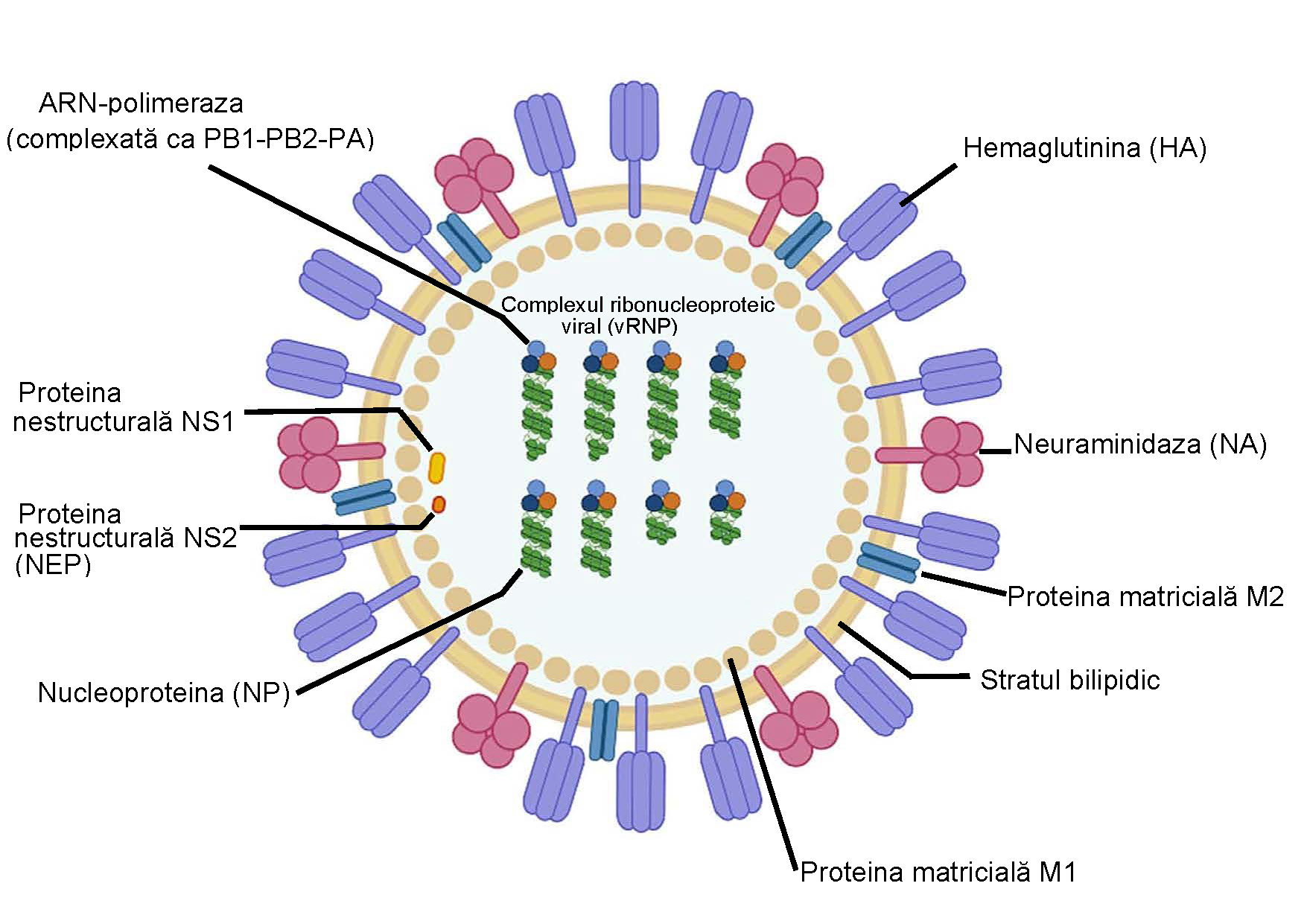
Schema virusului gripal A
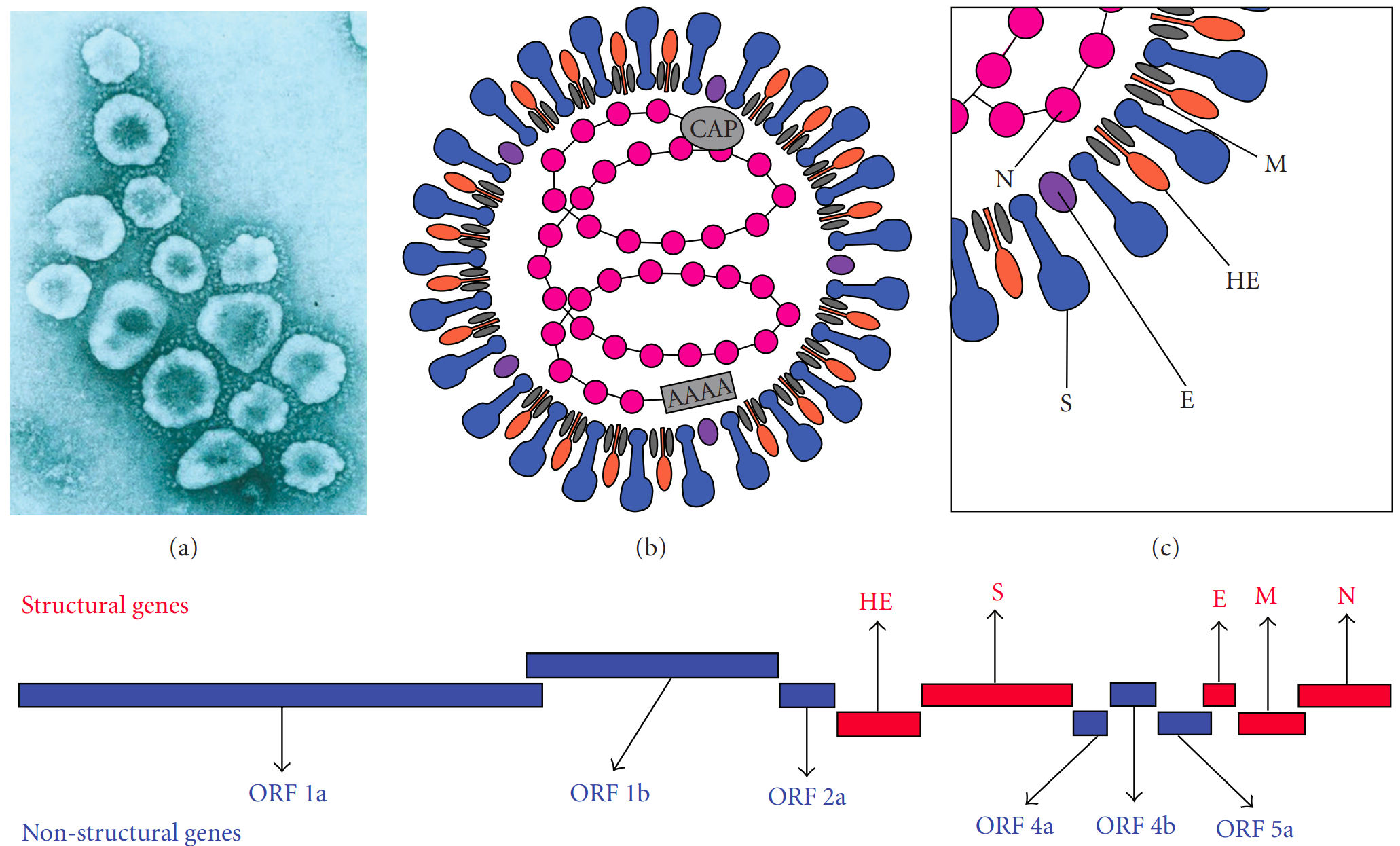
Virionul coronavirusului murin (MHV) și genomul său: (a) Microfotografie electronică ale particulelor de coronavirus. (b, c) Schema organizării proteinelor structurale ale virionului MHV; Virionul MHV este pleomorf și conține un complex intern format din genomul ARN helical și proteina nucleocapsidală (N), înconjurat de un înveliș extern care conține peplomere glicoproteice - glicoproteina S (proteina structurală a spiculelor) - și proteina E de înveliș, hemaglutinin-esterază (HE) și proteină de membrană (M). (d) Organizarea gemomică a  virusului MHV; genele structurale sunt prezentate cu litere roșii și genele nestructurale cu litere albastre.